# Jonas Gottschalk
Jonas Gottschalk (* 23. Dezember 1998 in Köln) ist ein deutscher Basketballspieler.

## Laufbahn
Gottschalk wechselte als Jugendlicher vom TuS Rondorf zur SG Köln, die später in die RheinStars Köln überging. Wegen seines Körperwachstums stellten sich gesundheitliche Probleme ein, weshalb Gottschalk zwei Jahre lang kaum Spiele bestritt. Im Laufe der Saison 2017/18 gab er im Hemd der Kölner seinen Einstand in der 2. Bundesliga ProA. Ab 2018 spielte er für Köln in der 2. Bundesliga ProB, nachdem sich die Mannschaft freiwillig aus der zweithöchsten Spielklasse zurückgezogen hatte. Gottschalk war bis 2019 Mannschaftsmitglied, spielte anschließend in der zweiten Mannschaft der RheinStars.
2022 wechselte er zur zweiten Mannschaft der Bayer Giants Leverkusen in die 1. Regionalliga West und wurde Anfang Dezember 2022 auch erstmals in Leverkusens Zweitligamannschaft eingesetzt. Für Leverkusen II spielte er bis 2024 in der Regionalliga. Anschließend verstärkte er in derselben Liga den Deutzer TV.